# Поницкая, Гана
Га́на По́ницкая (словац. Hana Ponická; 15 июля 1922, Галич, Банска-Бистрицкий край — 21 августа 2007, Банска-Бистрица) — словацкая писательница, публицист, переводчица

, общественная деятельница, диссидентка.

## Биография
Гана Поницкая родилась в 1922 году. Была участницей словацкого национального восстания 1944 года. В 1948—1950 годах вместе со своим мужем, поэтом Штефаном Жары, жила в Риме. После возвращения на родину работала литературным редактором журнала Smena na nedeľu.
В 1956—1977 году — член Союза писателей. В 1968 году за протесты против вторжения войск Варшавского договора в Чехословакию была уволена с работы. Позже в 1972 году её уволили из редакции газеты Smena.
В 1977 году Гана Поницкая планировала выступить на съезде Союза писателей ЧССР с критикой современной культурной политики, однако выступить ей не разрешили, но в протокол её доклад был внесён. С этого периода Поницкую исключили из Союза писателей. Публикация произведений Поницкой находилась под запретом.
Представитель литературного андеграунда Чехословакии.
В 1977 году она вместе с Вацлавом Гавелом и другими чехословацкими интеллектуалами подписала манифест прав человека «Хартия-77».
Вплоть до 1989 года — активная диссидентка, тексты Ганы Поницкой выходили в самиздате и за границей, читались на радио «Свободная Европа». В августе 1989 г. за организацию митинга в годовщину советского вторжения в Чехословакию Гана Поницкая была арестована, но в ноябре была освобождена «бархатной революцией».
В 1990 году — одна из создателей Христианско-демократического движения (KDH).
Гана Поницкая умерла в 2007 году. Похоронена в Галиче, её родной деревне.

## Награды
- Медаль «За заслуги» I степени (1996, Чехия).
- Орден Людовита Штура I степени (2002).

## Творчество
Гана Поницкая — автор повестей и рассказов для детей и взрослого читателя, киносценариев. Перевела на словацкий язык ряд литературных произведений писателей Италии, Франции, Венгрии и Германии.

## Избранная библиография
- 1959 — Ábelovský dom
- 1964 — Prísť, odísť, рассказы
- 1968 — Bosými nohami, рассказы
- 1974 — Janko Novák
- 1989 — Lukavické zápisky
- 1990 — Milan Rastislav Štefánik

## Произведения для детей и юношества
- 1953 — Slávikove husličky
- 1961 — O Štoplíkovi
- 1968 — Svietiaca ryba
- 1955 — Halúzky
- 1955 — Medvedí rok
- 1961 — Zimná rozprávka
- 1961 — Malí mičurinci
- 1972 — O parádnici lienke
- 1991 — O Štoplíkovi, kým do školy nechodil
- 1991 — Ako Štoplík do školy chodil-nechodil

## Сценарий
- 1976 — Zlatá réva (фильм, реж. Л. Филан, 1977)